# Полиция министерства по делам ветеранов США
Полиция министерства по делам ветеранов США (англ. United States Department of Veterans Affairs Police) — это правоохранительная служба Министерства по делам ветеранов, отвечающая за защиту медицинских центров VA и других учреждений, таких как амбулаторные клиники и поликлиники по месту жительства.

## История
3 марта 1865 года президент А. Линкольн учредил Национальный приют для добровольцев и инвалидов (англ. National Home for Disabled Volunteer Soldiers), который сделался пристанищем для солдат и моряков. В сентябре 1867 года там была создана система военного трибунала для рассмотрения всех дел о правонарушениях, совершённых обитателями приюта. Первые официальные полицейские силы были санкционированы в Национальном приюте в Дейтоне на заседании совета управляющих 11 апреля 1882 года. Самыми распространёнными на то время правонарушениями были пьянство, драки, нарушение пропускного режима, ненормативная лексика, хулиганство и создание неудобств. Судебные заседания фиксировались в так называемых дисциплинарных книгах.
Национальные приюты стали частью Управления по делам ветеранов в 1930 году, при этом силы местной полиции были сохранены; однако их система судопроизводства и гауптвахты вскоре устарели. Не имея официальной полицейской власти в то время, охранники проверяли въезжающих на территорию, обеспечивали безопасность всех присутствующих и передавали уголовных преступников федеральным или местным полицейским для рассмотрения в гражданских судах или в ФБР, за федеральные преступления. Полиция Управления по делам ветеранов действовала таким образом более 40 лет.
После 1970 года число насильственных уголовных преступлений увеличилось, и охранники были повышены до полного статуса полиции, а их подготовка и обязанности усилились. В 1989 году, после того как Управление по делам ветеранов стало Департаментом по делам ветеранов, служба полиции была реорганизована в Управление безопасности и охраны правопорядка.